# 宽叶隐子草
宽叶隐子草（学名：Cleistogenes hackelii var. nakaii）为禾本科隐子草属下的一个变种。